# Plesiochrysa remota
Plesiochrysa remota is een insect uit de familie van de gaasvliegen (Chrysopidae), die tot de orde netvleugeligen (Neuroptera) behoort. 
Plesiochrysa remota is voor het eerst wetenschappelijk beschreven door Walker in 1853.